# Molesmes
Molesmes korábbi község (település) Franciaországban, Saône-et-Loire megyében. 2017. január 1-jén Taingy és Fontenailles  községgel egyesült és Les Hauts de Forterre új község része lett.
Lakosainak száma 171 fő (2018. január 1.). Molesmes Ouanne, Druyes-les-Belles-Fontaines, Courson-les-Carrières, Fontenailles és Taingy községekkel határos.

## Népesség
A település népességének változása:
| Lakosok száma | 161  | 155  | 176  | 171  |
|               | 2013 | 2015 | 2017 | 2018 |